# Park Yong-ho
Dans ce nom coréen, le nom de famille, Park, précède le nom personnel.
Park Yong-ho (coréen : 박용호) (né le 25 mars 1981 à Incheon en Corée du Sud) est un footballeur international sud-coréen, qui évolue au poste de défenseur.

## Biographie

### Carrière en sélection
Avec l'équipe de Corée du Sud, il dispute 5 matchs (pour aucun but inscrit) en 2004. Il figure notamment dans le groupe des sélectionnés lors de la Coupe des confédérations de 2001 (sans jouer).
Il participe également aux JO de 2004. Lors du tournoi olympique, il joue un match contre la Grèce, un contre le Mexique et enfin un dernier contre le Paraguay.

## Palmarès
FC Séoul
- Championnat de Corée du Sud (2) :
  - Champion : 2000 et 2010.

- Coupe de la Ligue de Corée du Sud (1) :
  - Vainqueur : 2010.